# Smittina humilis
Smittina humilis är en mossdjursart som beskrevs av Gontar 2008. Smittina humilis ingår i släktet Smittina och familjen Smittinidae. Inga underarter finns listade i Catalogue of Life.